# Buccinum osagawai
Buccinum osagawai is een slakkensoort uit de familie van de Buccinidae. De wetenschappelijke naam van de soort is voor het eerst geldig gepubliceerd in 1968 door Habe & Ito.